# ハマシギ
ハマシギ（浜鷸 、学名：Calidris alpina）は、チドリ目シギ科に分類される鳥類の1種である。種小名の「alpina」はラテン語で、「アルプスの」を意味する。

## 分布

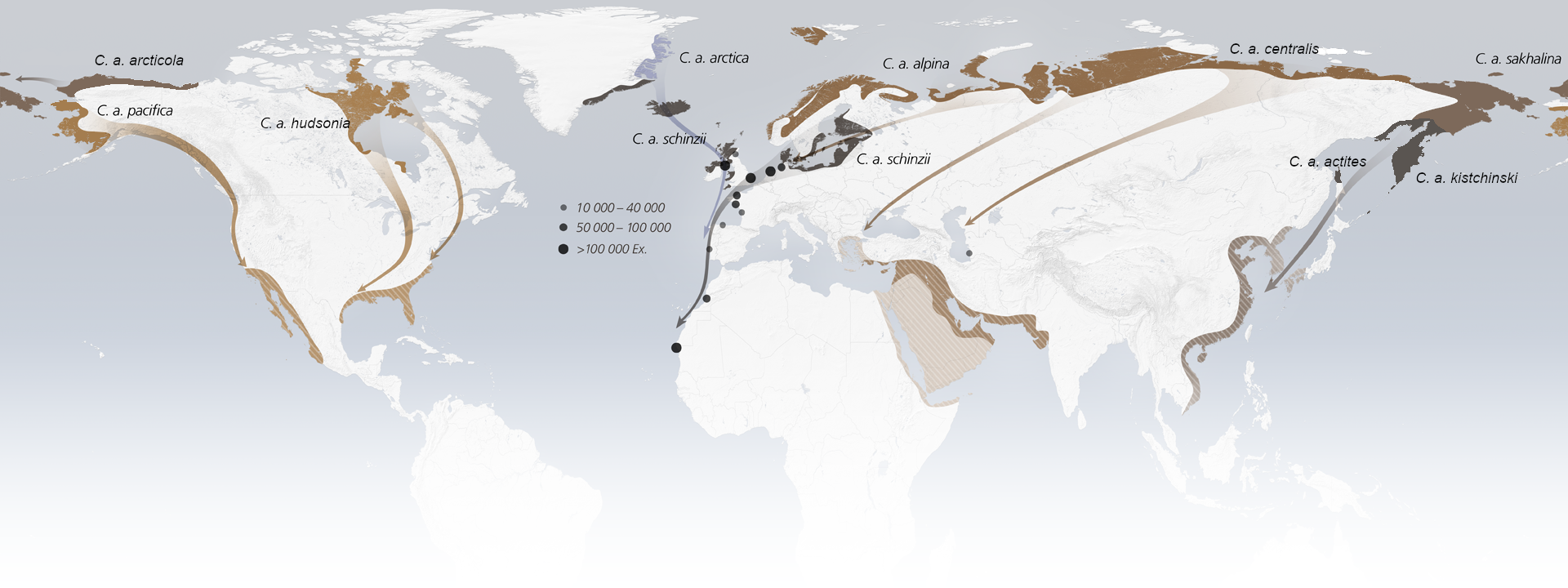
ハマシギの分布図

ユーラシア大陸と北アメリカの北極海沿岸のツンドラ地帯で繁殖し、冬季は中国南部、中東、地中海沿岸、アフリカ西海岸、北アメリカの東海岸・西海岸に渡り越冬する。
日本では旅鳥または冬鳥として、全国各地に渡来する。日本で最も多く見られるシギ類の種のひとつである。調査により日本に渡って来る種（Calidris alpina sakhalina Vieillot, 1816）は、大部分がアラスカ北部で繁殖した群れであると推定されている。2011年11月2日の藤前干潟の調査で、約1,500羽の飛来が確認された。

## 形態
全長は約21cm、翼開長は約37 cm。体重は37-88 g。他のシギ類同様くちばしと足が長い。冬羽は灰白色の細かいまだらもようだが、夏羽は頭と翼が赤っぽく、腹が黒くなる。近縁種のうち、夏羽で腹が黒いのはハマシギだけなので、この時期は近縁種とも区別しやすい。雌雄同色。

## 生態
ハマシギの名の通り、干潟や砂浜や河口などの海岸部にも生息する。しかし海岸部だけでなく、大規模な湖沼の沿岸部でも見られ、さらに水田や干上がった溜池でも確認されている。数万羽に及ぶ大群を作る習性がある。大群が同調して飛ぶ様は壮観で、テレビ番組などでもたまに登場する。なお、足環を装着して行った調査によると、これらの大群は毎年ほぼ同じ個体で構成されており、群れの間での交流はほとんどないと判明している。古語では他のチドリ類などと共に、浜辺に住むチドリ（シギ類を含む）という意味で「ハマチドリ」と呼ばれていた。浜辺で見られるシギ類というのが和名の由来であり、大きな湖や河口の河原でも見られる。
他のシギ類同様肉食性で、地上で貝類、甲殻類、ゴカイ、昆虫類、干潟表面のバイオフィルムなどを捕食する。なお干潟だけでなく、干上がった溜池でも食事をする。
繁殖期には2つから6つの卵を産むが、4つが多い。オスとメスが交代で抱卵するが、ヒナの世話はオスだけが行う。ヒナは1月ほどで飛べるようになる。
「ジューイ」「ジリリリ」と濁った声で鳴く。「ピリーッ」と澄んだ声で鳴くこともある。

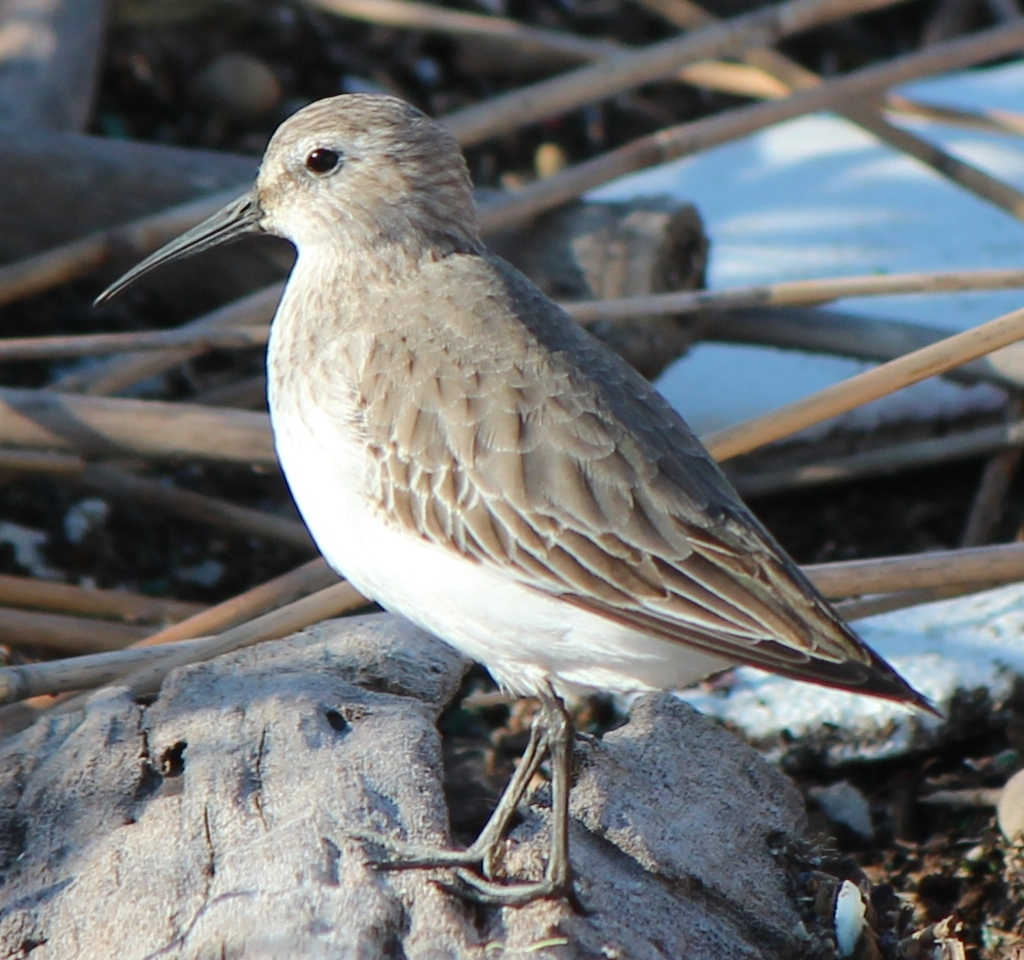
冬羽のハマシギ
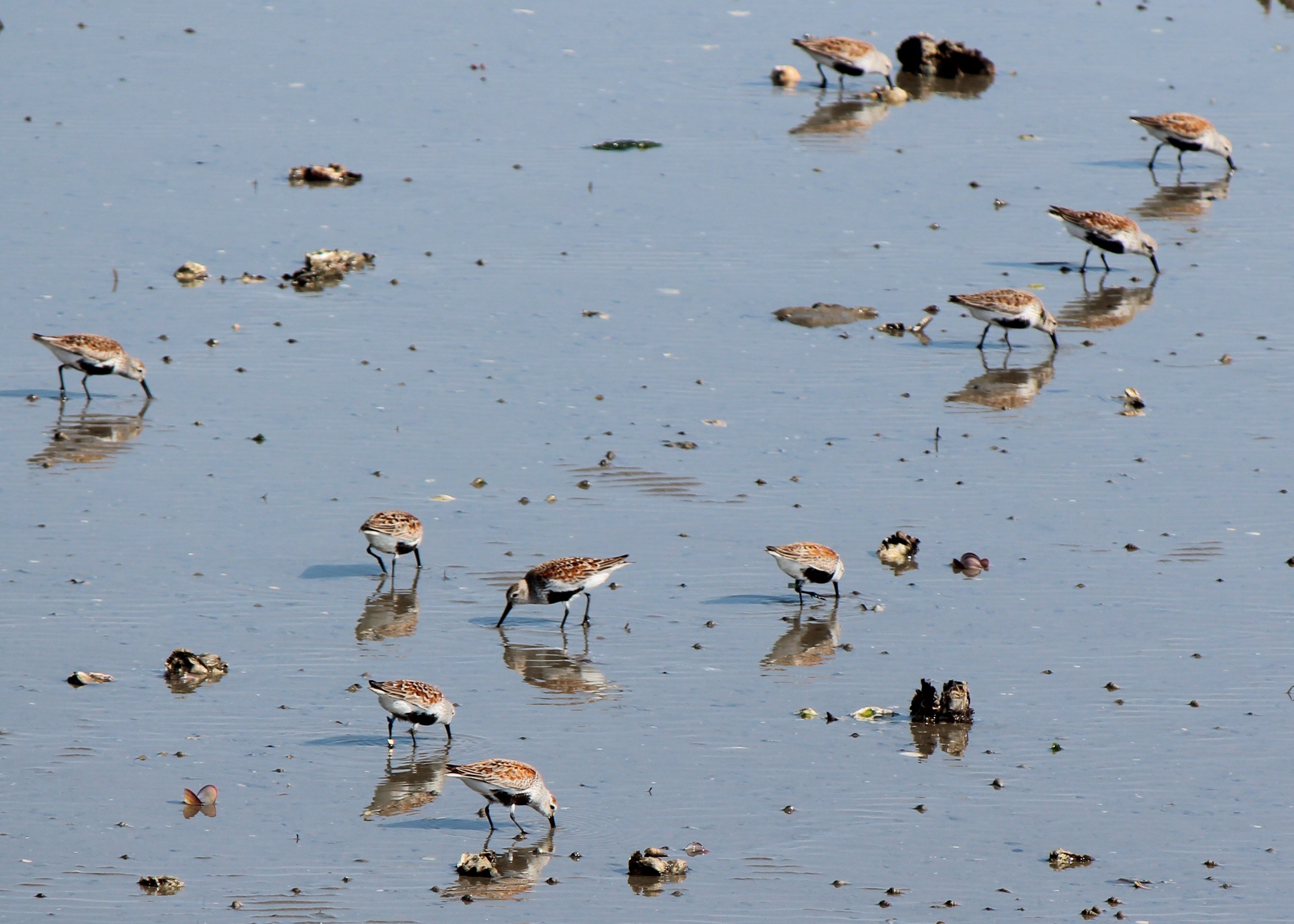
干潟で捕食を行う夏羽のハマシギ
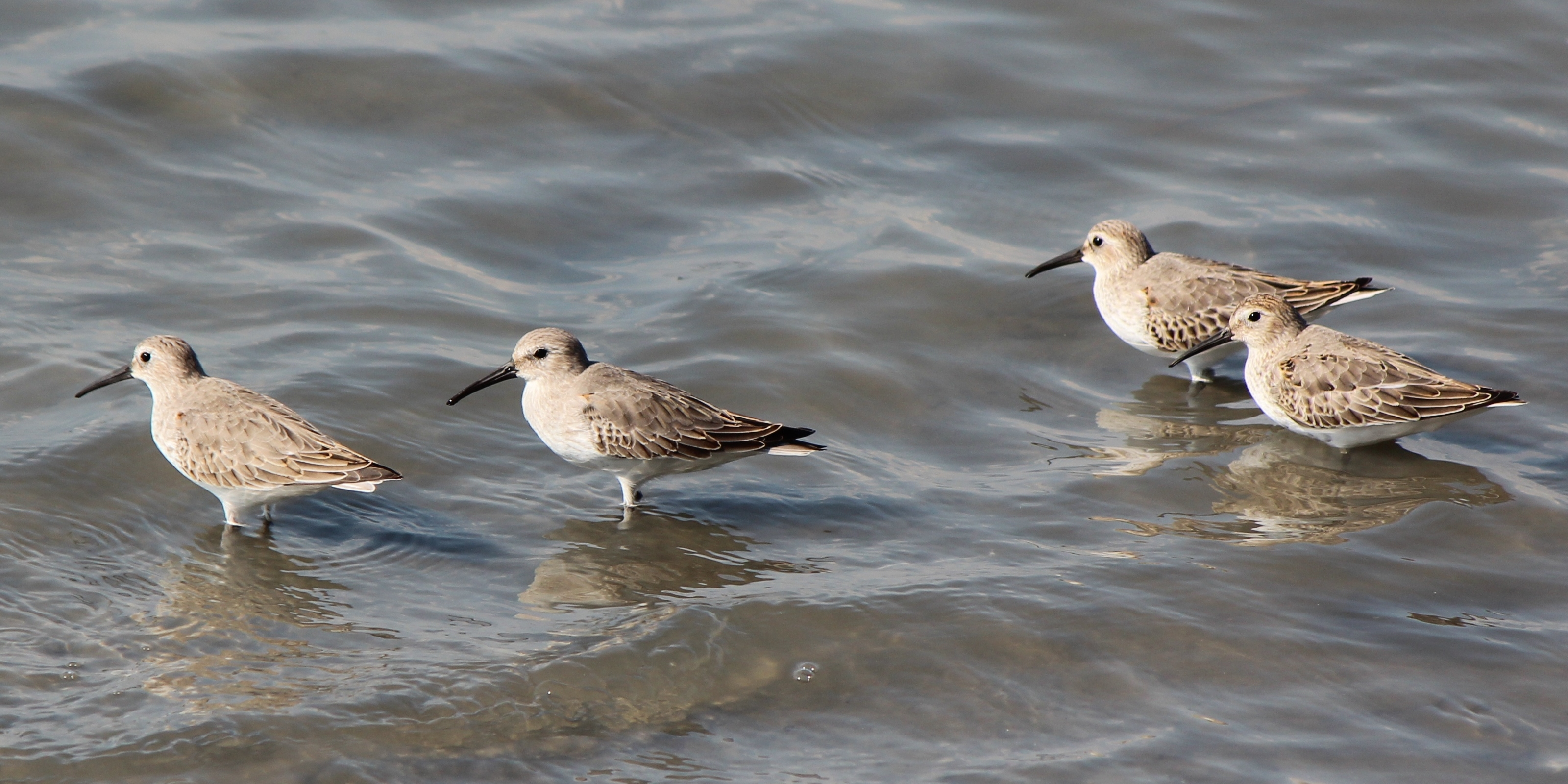
藤前干潟冬羽の群れ
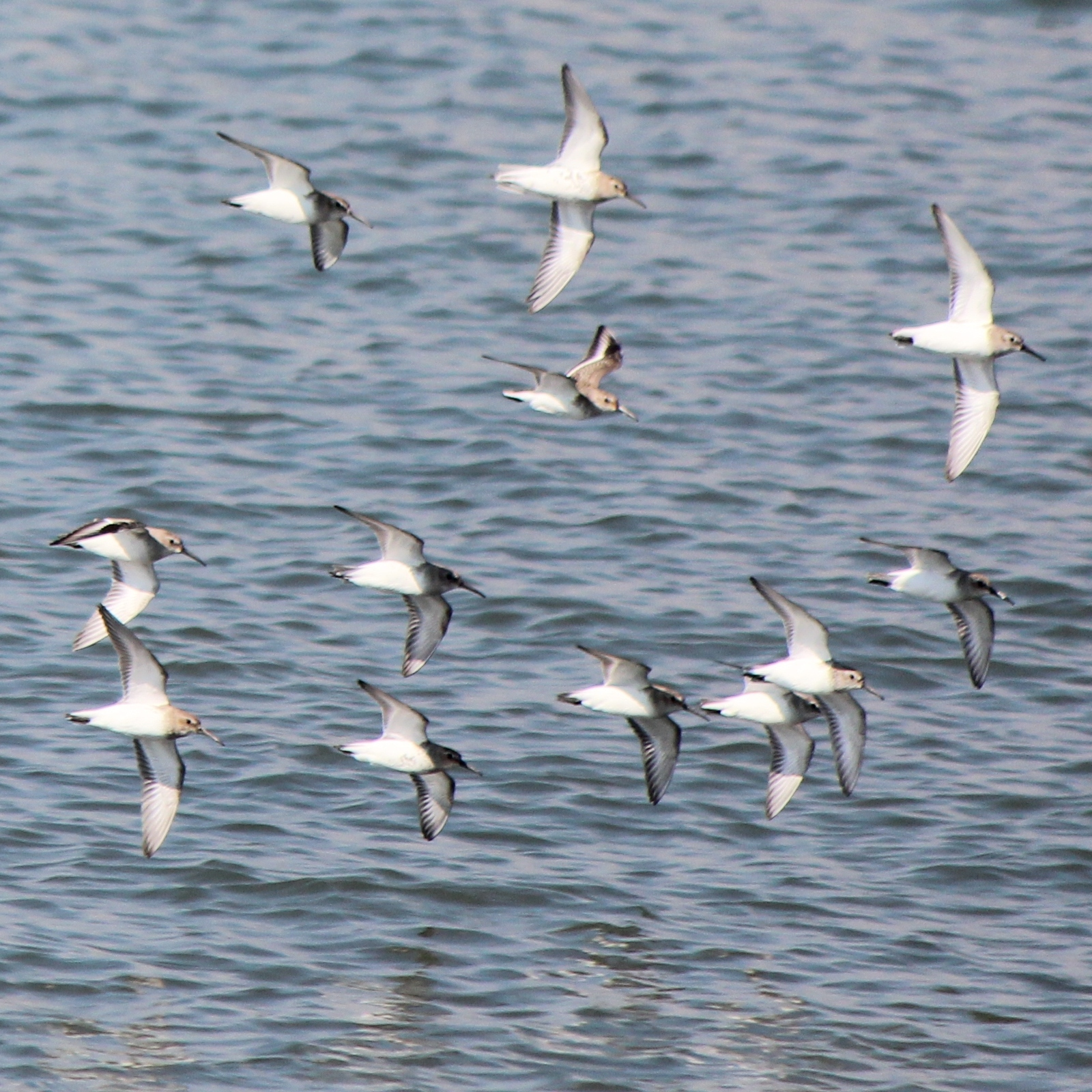
飛行する群れ
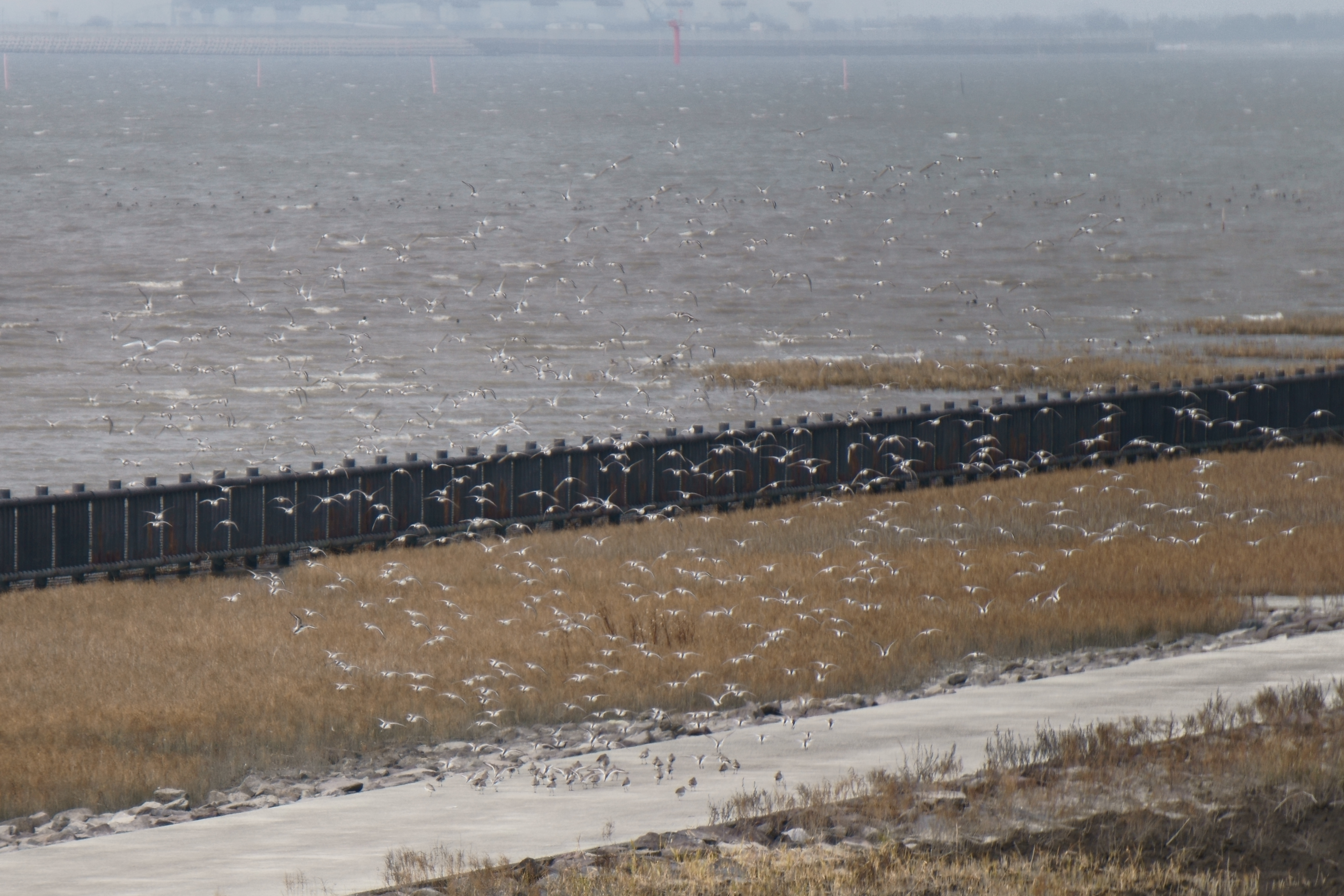
飛び立つ数百羽の群れ
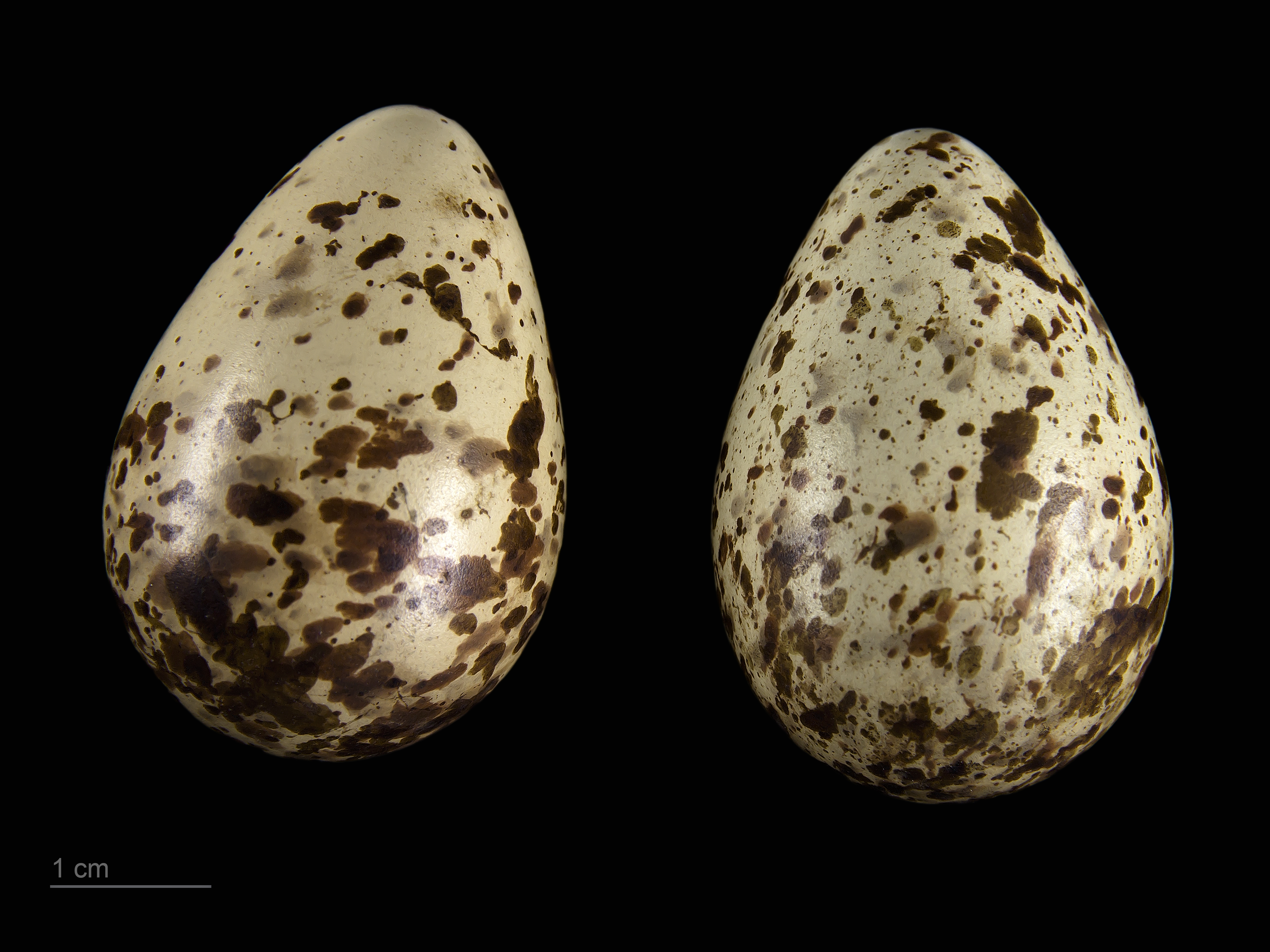
Museum specimen

## 種の保全状況評価
国際自然保護連合（IUCN）により、レッドリストの軽度懸念（LC）の指定を受けている。
日本では飛来数が減少傾向にあり、環境省および一部の都道府県などによりレッドリストの指定を受けている。
- 準絶滅危惧（NT）（環境省レッドリスト）[12]

- 重要保護生物（B） - 千葉県（環境省の絶滅危惧IB類相当）[13]、千葉市では「A最重要保護生物」（環境省の絶滅危惧IA類相当）[14]
- 絶滅危惧II類 - 神奈川県、東京都北多摩・南多摩・西多摩（区部は準絶滅危惧）
- 準絶滅危惧 - 大阪府[15]、島根県[16]、広島県、香川県[17]、高知県、福岡県[18]
- 希少種 - 奈良県（環境省の準絶滅危惧相当）
- 地域個体群 - 愛知県（ハマシギの越冬群）[19]

## 近縁種
- サルハマシギ Calidris ferruginea
- ヒメハマシギ Calidris mauri